# Jorge Bolani
Jorge Bolani Ghio (Montevideo. 18 de mayo de 1944) es un actor uruguayo. Ha representado casi un centenar de roles en diversos espectáculos teatrales, entre producciones independientes y de la Comedia Nacional. Es considerado por muchos de los mejores actores de teatro en Uruguay. Es el actor que protagonizó el "maracanazo" del cine uruguayo: Whisky.
En 2019 festeja cincuenta años de carrera con el papel protagónico en Barrymore de William Luce.

## Carrera
Teatro
- Iniciación teatral en el Instituto Cultural Anglo-Uruguayo, con representaciones bilingües (1967-1970).
- Formación actoral en la Escuela de Arte Escénico de Teatro Circular de Montevideo (1971-1974).
- Actor del elenco estable de la Comedia Nacional desde 2004 al 2014 inclusive.[5]
- Carrera actoral ininterrumpida desde 1972 en Teatro Circular de Montevideo, Comedia Nacional y en producciones independientes.
- Docente de Teatro Circular, Teatro Victoria, Teatro Agadu, Casa de Andalucía, en cursos de formación teatral.
- Presentaciones varias durante giras a España, Venezuela, Colombia, Chile, Brasil, Argentina e interior del país con los espectáculos: Doña Ramona, Un día muy particular, Ah! Machos, Fontanarrisa, Oleanna, Decir adiós, Decadencia, La Navidad de Harry, El viento entre los álamos, Caníbales, Variaciones Meyerhold.
- Locuciones publicitarias para radio y televisión.
- Cortos publicitarios para televisión y cine.

Cine
- Participa en el largometraje Corazón de fuego (Diego Arzuaga) para Taxi Films-2000.
- Protagoniza el largometraje Whisky (Juan Pablo Rebella - Pablo Stoll) -2003.
- Protagoniza el cortometraje Vecinos (Franklin Rodríguez - Mateo Gutiérrez) para Taxi Films-2003.
- Protagoniza el cortometraje Juez de línea (Pipe Durán)-2003.
- Participa en el largometraje Ruido (Marcelo Bertalmío)-2004.
- Participa en el largometraje Orlando Vargas (Juan Pittaluga)-2004.
- Participa en el largometraje Matar a todos (Esteban Schroeder)-2006.
- Participa en el largometraje Persona non grata (Krzysztof  Zanussi)-2006
- Participa en el largometraje La cáscara (C. Ameglio)2007
- Participa en el largometraje Mr. Kaplan (Álvaro Brechner) - 2013
- Participa en el largometraje Mi mundial (Carlos Andrés Morelli) - 2017
- Participa en el largometraje A los ojos de Ernesto (Ana Luiza de Azevedo) - 2019

Televisión
- Actuación televisiva para Saeta Canal 10 con la obra Decir adiós de Alberto Paredes (1980).
- Actuación para RTVE: representación de la obra Doña Ramona de Víctor Manuel Leites (1989).
- Actuación en el ciclo Curro Jiménez – Saeta Canal 10 (1995).
- Participa en la producción Mañana será otro día (Oscar Estévez) Para Montecarlo TV y Detaquito Films (2002).
- Protagoniza la producción Constructores (Oscar Estévez - Romina Peluffo), para Montecarlo TV y Detaquito Films (2003).

## Distinciones
```
Nominación al premio “FLORENCIO” a Mejor Actor de Teatro
```

1987- Platónov (Antón Chéjov)
1988- Ah! Machos (Roberto Fontanarrosa)
1989- Antes de que me olvide (Harold Pinter)
1993- Fontanarrisa (Roberto Fontanarrosa)
1994- Ángeles en América (Tony Kushner)
1995- El porvenir está en los huevos (Eugène Ionesco)
1997- Oleanna (David Mamet) y Decadencia (Steven Berkoff)
2000- La navidad de Harry (Steven Berkoff)
2001- En honor al mérito (Margarita Musto)
2003- Novecento (Alessandro Baricco)
2005- El viento entre los álamos (Gerard Sybleiras)
2009. La micción (Tabaré Rivero)
2012. Variaciones Meyerhold  (Eduardo Pavlovsky)
```
Nominación al premio “FLORENCIO” a Mejor Director de Teatro
```

2009- Tape (Stephen Belber)
2011- Doña Ramona (Víctor Manuel Leites)
2013- Hay barullo en el Resorte

## Premios
```
Ganador Premio “FLORENCIO” a Mejor Actor de Teatro
```

1994- Ángeles en América
1997- Decadencia
2001- En honor al mérito
2012- Variaciones Meyerhold

## Otros logros

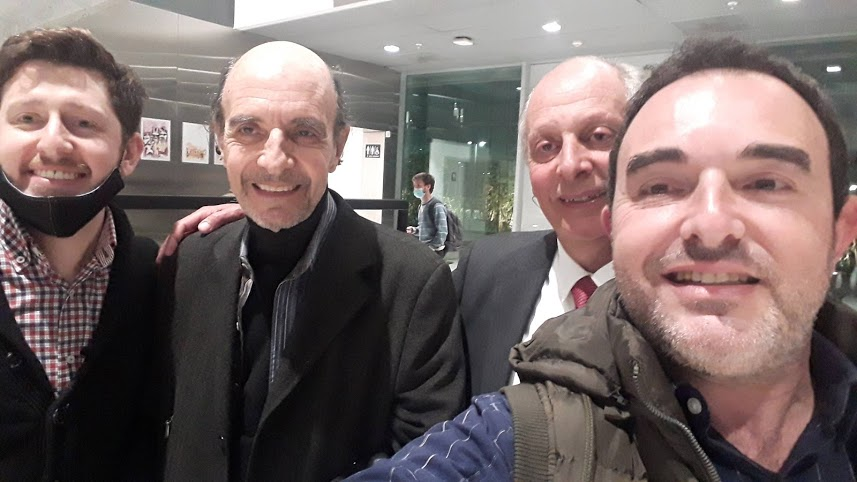
Dr. Salle y el actor Jorge Bolani

- A fines de 2015 fue nombrado para integrar la Academia Nacional de Letras del Uruguay.[6]